# The Singles 1992-2003
The Singles 1992-2003 é a primeira compilação dos melhores êxitos da banda No Doubt, lançada a 25 de novembro de 2003.
Em 2004, eles ganham novamente o Grammy de Melhor performance por Duo ou Grupo vocal com "Underneath It All". No mesmo ano, a banda sai em turnê com "The Singles Tour" que marca o início da longa pausa da banda, além do início da carreira-solo de Gwen Stefani.
Em 2008 foi oficializado o retorno de No Doubt e a confirmação de um novo álbum para 2009.

## Faixas
1. "Just a Girl"
2. "It's My Life"
3. "Hey Baby"
4. "Bathwater"
5. "Sunday Morning"
6. "Hella Good"
7. "New"
8. "Underneath It All"
9. "Excuse Me Mr."
10. "Running"
11. "Spiderwebs"
12. "Simple Kind of Life"
13. "Don't Speak"
14. "Ex-Girlfriend"
15. "Trapped in a Box"